# Kannapolis
Kannapolis is een plaats (city) in de Amerikaanse staat North Carolina, en valt bestuurlijk gezien onder Cabarrus County en Rowan County.

## Demografie
Bij de volkstelling in 2000 werd het aantal inwoners vastgesteld op 36.910.
In 2006 is het aantal inwoners door het United States Census Bureau geschat op 40.223, een stijging van 3313 (9.0%).

## Geografie
Volgens het United States Census Bureau beslaat de plaats een oppervlakte van
78,7 km², waarvan 77,3 km² land en 1,4 km² water. Kannapolis ligt op ongeveer 237 m boven zeeniveau.

## Plaatsen in de nabije omgeving
De onderstaande figuur toont nabijgelegen plaatsen in een straal van 20 km rond Kannapolis.

## Geboren in Kannapolis
- George Clinton (1941), funkmuzikant
- Dale Earnhardt (1951-2001), autocoureur
- Dale Earnhardt jr. (1974), autocoureur
- Britt Nicole (1984), zangeres